# Tabcorp Holdings
Tabcorp Holdings est une entreprise australienne spécialisé dans les paris sportifs et hippiques. Elle faisait partie de l'indice S&P/ASX 50.

## Historique
En octobre 2016, Tabcorp annonce l'acquisition de Tatts, une entreprise présent dans le secteur de la lotterie, pour 6,4 milliards de dollars australiens soit près de 4,9 milliards de dollars. Cela est la troisième tentative d'acquisition entre les deux entreprises, la première ayant été refusée par les autorités de la concurrence australiennes.
En avril 2021, Entain annonce faire une offre d'acquisition de 2,72 milliards de dollars US sur Tabcorp Holdings, dans le but de se renforcer sur le marché australien.